# Девушки на мосту
«Девушки на мосту» (норв. Pikene på broen), или «Белая ночь. Осгардстран» — серия картин норвежского художника Эдварда Мунка, начатая в первой половине 1900-x годов. Первой считается версия, хранящаяся в Национальной галерее Осло (1899 или 1901 год).

## Описание
Наиболее ранние варианты картины созданы около 1900—1901 года в любимом Мунком Осгорстранне, где он ежегодно проводил лето. Здесь он восстановил пошатнувшееся после изматывающего романа с Туллой Ларсен физическое и психологическое состояние и вновь приступил к активной работе. Первые наброски к картине сделаны с местных школьниц, игравших на мосту: Мунк попросил девочек выстроиться в ряд вдоль перил и зарисовал их. На самой первой картине они изображены стоящими в ряд спиной к художнику, лицом к перилам; на других вариантах они стоят спиной к перилам или изображены группкой в центре моста. Существует вариант, получивший название «Женщины на мосту», — на нём изображена подруга Мунка Осе Нёррегор. Композиционно картина близка к таким работам Мунка, как «Крик» — в ней также наблюдается любимый художником мотив исчезающей в перспективе дороги (здесь в глубину полотна, как и на «Крике», уходят мост и перила) и некоторая смещённость фокуса; в «Женщинах на мосту» сходство усугубляется фигурой Осе, отделившейся от группы женщин у перил и идущей по мосту лицом к зрителю — композиция картины фактически зеркально повторяет «Крик». В то же время «Девушки на мосту» ознаменовали отход Мунка от мрачных, глубоко напряжённых мотивов периода «Фриза жизни» в сторону более мирного и декоративного стиля (он будет развит художником в пейзажах 1900-х годов и «пасторальных» полотнах вроде «Плодородия» 1902 г.). В отличие от более ранних работ художника, часто вызывавших бурную и противоречивую реакцию у публики, «Девушки на мосту» были благожелательно встречены критиками и зрителями.

## Другие версии
Один из вариантов картины, написанный в 1902—1903 годах специально для парижского Салона независимых 1903 года, был приобретён Михаилом Морозовым и в настоящее время хранится в ГМИИ им. А. С. Пушкина.